# Stalking
Pour les articles homonymes, voir Stalker.
Le stalking (anglicisme, de to stalk : « traquer », parfois traduit traque furtive en français du Québec ou harcèlement obsessionnel en français de Suisse) est une forme de harcèlement névrotique se manifestant par une attention obsessionnelle et non désirée accordée à un individu ou à un groupe de personnes.
Le stalking est un comportement en relation avec le harcèlement et l’intimidation et peut inclure le fait de suivre ou surveiller des victimes.
Le mot stalking est utilisé, avec différents sens, dans le domaine de la psychologie et de la psychiatrie et aussi dans certaines juridictions comme étant une infraction criminelle. Selon un rapport publié en 2002 par le Centre national américain pour les victimes de la criminalité (en) (National Center for Victims of Crime), « pratiquement tout contact non désiré entre deux personnes, qui menace directement ou indirectement ou qui fait peur à une victime, peut être considéré comme du harcèlement », cependant en pratique, le standard légal est plus strict.

## Définition et caractérisation
En langue française, Muriel Anteo (2005) a tenté de définir le stalking, terme hérité de la chasse, qui correspond à la composante topologique du harcèlement.[à vérifier]
Celui qui exerce ce harcèlement est appelé un stalker. Il suit avec une attention maladive les faits et gestes d'une personne, souvent dans l'entourage proche (compagnon actuel ou ancien, collègue de travail, voisin, etc.). À l'origine, le phénomène a été décrit surtout concernant des célébrités qui étaient harcelées, mais il touche tout le monde,.
Dans certains États des États-Unis, il existe des lois contre le stalking, comme depuis 1990 en Californie.
D’après la définition du clinicien américain John Reid Meloy, trois éléments permettent de définir le stalking :
- intrusion vis-à-vis d’autrui contre sa volonté ;
- menace implicite ou explicite manifestée dans le comportement de l’agresseur ;
- dont la conséquence est un sentiment de peur chez la victime.

Le code pénal de Californie (en) définit le stalking ainsi : « Toute personne qui suit délibérément, avec une intention nuisible et de manière répétée une autre personne, ou qui harcèle délibérément avec une intention nuisible une autre personne, et qui profère une menace crédible dans le but de susciter une crainte raisonnable pour sa sécurité ou celle de sa famille immédiate est coupable du crime de stalking (harcèlement). ».
Le terme a été utilisé en premier par les médias au XXe siècle pour définir les personnes qui harcèlent d’autres personnes, tout d’abord pour faire spécifiquement référence aux célébrités qui se disaient être la cible d’inconnus « obsédés ». Ce mot apparaît être très utilisé par la presse et les tabloïds aux États-Unis. Pathé et Mullen décrivent le stalking comme « une multitude de comportements infligeant un contact individuel non souhaité envers d’autres ». Le stalking peut être défini comme les suivis volontaires et répétés. De même, le stalking est illégal dans la plupart des zones dans le monde, mais surtout au Canada. Quelques actions pouvant contribuer au stalking peuvent être légales, comme la collecte d'informations, appeler quelqu'un au téléphone, envoyer des cadeaux, des courriers électroniques ou laisser des messages sur la messagerie instantanée. Elles deviennent illégales si elles correspondent à la définition légale du harcèlement. Par exemple, une action telle que l'envoi d'un message n'est généralement pas illégal, mais le devient quand cette action est répétée fréquemment à un bénéficiaire réticent. Au Royaume-Uni, la loi prévoit que l'action n'a seulement qu'à se produire deux fois pour que le comportement du stalker soit inacceptable, par exemple deux appels téléphoniques à un étranger, deux cadeaux envoyés à une victime, etc.

## Psychologies et comportements
Les motivations des stalkers sont très diverses et varient au fil du temps. Le stalking peut commencer après une expérience de perte, par exemple une relation qui se termine, le partage de relations personnelles antérieures (typiquement le syndrome d'adoration des célébrités qui peut déboucher sur l'amour obsessif et l'érotomanie), un deuil, un licenciement… Il peut parfois consister en une accumulation d'une série d'actions qui en elles-mêmes peuvent être légales, telles que l'appel téléphonique, l’envoi de cadeaux ou d’e-mails. Au Royaume-Uni, des recherches du gouvernement démontrent que, malgré les rapports des médias et de la recherche d'intérêts, la loi de la protection contre le harcèlement de 1997 « est rarement utilisée pour le stalking, seulement dans une petite minorité de cas où un tel comportement est décrit ». Les stalkers peuvent utiliser les menaces et la violence pour effrayer leurs victimes. Ils peuvent également avoir recours à des actes de vandalisme et des dommages matériels ou des attaques physiques qui sont pour la plupart destinées à effrayer. Les agressions sexuelles sont néanmoins plus rares.
Au Royaume-Uni, par exemple, la plupart des stalkers sont des anciens partenaires, et des preuves indiquent que le type de malade mental, dit stalker, véhiculé par les médias, n’apparaît que dans une minorité de cas de harcèlement criminel. Une étude britannique du ministère de l’Intérieur sur l'utilisation de la loi de la Protection contre le harcèlement a déclaré : « La loi sur la Protection du harcèlement est utilisée pour traiter une variété de comportements tels que les conflits domestiques et inter-voisin. Elle est rarement utilisée pour le stalking comme dépeint par les médias, seulement dans une petite minorité de cas ».

### Effets psychologiques sur les victimes
Les perturbations dans la vie quotidienne nécessaires pour échapper au stalker, y compris les changements d’emploi, de résidence et de numéro de téléphone, peuvent avoir des effets sur la victime et entrainer un sentiment de mal-être et d'isolement.

### Études sur le sexe desstalkers
Selon une étude, les femmes ciblent souvent les autres femmes, alors que les hommes en général ciblent uniquement des femmes. Cependant, un rapport de janvier 2009, établi par le département de la Justice des États-Unis, rapporte que « 43 % des victimes masculines de stalking ont déclaré que le délinquant était de sexe féminin, alors que 41 % des victimes de sexe masculin ont déclaré que le délinquant était un autre homme. Les femmes victimes de stalking étaient significativement plus susceptibles d'être harcelées par un homme (67 %) plutôt que par une femme (24 %) des délinquants ». Ce rapport fournit des données importantes selon le sexe et l'ethnie à la fois sur le stalking et le harcèlement. Les données de ce rapport ont été obtenues par l'intermédiaire d’une enquête de 2006, menée par le Bureau du recensement des États-Unis pour le département de la Justice.

### Types destalkers
Dans l'article A study of Stalkers sont distingués cinq espèces de stalkers :
- le stalker « rejeté » : celui qui pourchasse sa victime pour corriger un sentiment de rejet ;
- le stalker « rancunier » : celui qui traque par vengeance pour faire peur à sa victime ;
- le stalker qui s’immisce dans l’intimité de sa victime parce qu'il pense que cette personne est son âme-sœur, et qu’ils doivent être ensemble[12],[13] ;
- le stalker « prétendant maladroit » qui s’intéresse uniquement aux victimes en couple ;
- le stalker « prédateur » : celui qui espionne sa victime pour l'attaquer, souvent sexuellement.

En 2002, l'Académie de l'association nationale des victimes a défini un autre genre de stalkers, celui du stalker « terroriste » ou « politique » et le stalker « vengeur ». Ces deux types de stalker ne cherchent pas, comme dans les autres catégories, une relation intime avec leurs victimes mais ils cherchent plutôt à les forcer à s’intéresser à eux. Le stalker qui cherche la vengeance est motivé par le sentiment d'un règlement de comptes pour un mal qu'il croit que la victime lui a fait. Alors que le stalker terroriste ou politique utilise des menaces et de l'intimidation afin de manipuler sa victime et d'agir contre son gré. Certains stalkers peuvent avoir des problèmes de paranoïa et des troubles de la personnalité. Les stalkers rejetés agissent par narcissisme car ils sont jaloux et croient qu’ils ont le droit d'obtenir ce qu'ils veulent. Par contre, le stalker qui agit par amertume se sent persécuté et peut parfois être paranoïaque, voire schizophrène. Maintenant, le terme stalking fait référence à des comportements spécifiques jugés offensifs et illégaux, et qui auraient plusieurs motivations. De plus, les caractéristiques des personnalités qui initient l’action de stalking pourraient aussi produire un comportement qui n’est pas du stalking proprement dit. Certaines études ont montré qu'il y a un éventail de comportements que l'on peut catégoriser comme « des troubles obsessionnels », par exemple des gens qui se plaignent pendant des années de quelque chose en particulier alors que personne ne comprend leur injustice, ou lorsque des gens ne veulent pas lâcher un sujet en particulier, ne sont pas considérés comme des stalkers à proprement parler.

### Stalkingen groupe
D’après le rapport spécial du ministère de la Justice américaine, un nombre important de personnes ayant dénoncé des incidents de stalking prétendent avoir été suivis par plus d’une personne. D’après une étude britannique menée par l’institut Sheridan and Boon, dans 5 % des cas il a été signalé qu’il y avait plus d’un stalker, et que 40 % des victimes ont dit que des amis ou de la famille de leur stalkers ont aussi été impliqués. Dans 15 % des cas, la victime ignorait les raisons possibles de ce harcèlement. Plus d’un quart de toutes les victimes de stalking et de harcèlement ne connaissent pas du tout leur stalkers. Environ une personne sur 10 ne connaissait pas l’identité de leurs stalkers et 11 % des victimes ont déclaré qu’elles avaient été traquées pendant cinq ans ou plus.
Ce terme ne doit pas être confondu avec le « gang-stalking », qui désigne une croyance persécutoire dans lesquels les personnes concernées croient ou sont suivies et harcelées par un grand nombre de personnes. Le terme est associé à l'« individu ciblé » (targeted individual) qui sont des personnes prétendant être harcelées par des groupes organisés essayant de leur faire du mal ou de provoquer des réactions,.

### Stalkingsur les réseaux sociaux
Le développement des réseaux sociaux sur internet, associé au sentiment d'impunité que donne l’anonymat de l'adresse IP, encouragent les stalkers à cliquer sur les profils des internautes pour se renseigner sur leurs victimes, pouvant aller jusqu'à saturer la boîte mail de la personne, lui envoyer des virus,.
Les stalkers peuvent également être amenés à se renseigner sur leur victimes en s'introduisant illégalement dans leurs boîtes mail, conversations privées sur les réseaux sociaux, ou encore SMS.

## Dans la culture populaire

### Chansons
- Ich lass dich nicht los du groupe allemand Fettes Brot
- I'm Gonna Make You Mine (en) de Lou Christie
- One Way or Another du groupe américain Blondie
- Every Breath You Take du groupe The Police
- Possession (en) de Sarah McLachlan
- Stan d'Eminem
- Stalker du groupe de folk métal allemand In Extremo
- I Will Possess Your Heart (en) du groupe Death Cab for Cutie
- Paparazzi de Lady Gaga
- Grenade de Bruno Mars
- Animals de Maroon 5[20]
- Violet! de Waterparks (en)

### Cinéma et télévision
- Un frisson dans la nuit, film américain de et avec Clint Eastwood qui fait face à l'amour possessif que lui porte une de ses admiratrices.
- Fanatique, film américain réalisé en 1981, Lauren Bacall incarne une vedette de cinéma poursuivie par un fan dérangé qui appelle à la violence lorsqu'elle ignore ses lettres d'amour.
- Liaison fatale, thriller américain d'Adrian Lyne, réalisé en 1987, un avocat marié (Michael Douglas) et sa famille sont harcelés par une femme (Glenn Close) avec qui il entretenait une relation extra-conjugale et qu'il avait rejetée[21].
- Obsession fatale, film américain réalisé en 1992, Kurt Russell et Madeleine Stowe incarne un couple en proie à un policier véreux (Ray Liotta), épris de la jeune femme.
- Anjaam, film indien réalisé en 1994, l'acteur Shahrukh Khan incarne un homme amoureux d'une jeune et belle hôtesse de l'air qui devient son obsession[22].
- Stalker, série américaine policière où une unité spéciale est chargée d’enquêter sur toutes les formes de harcèlements[23].
- You, série Netflix avec Penn Badgley, qui incarne un libraire à New York. Il tombe fou amoureux d'une jeune écrivaine en quête d'inspiration. Persuadé qu'ils sont faits l'un pour l'autre, il la traque sur les réseaux sociaux et dans tout ses déplacements.
- Stalk, série française diffusée en 2020 sur France.tv Slash et YouTube dans laquelle Théo Fernandez incarne un étudiant doué en informatique, qui va se venger des étudiants qui l'ont humilié et bizuté durant la soirée d'intégration de sa nouvelle école d'ingénieur en piratant leurs appareils.

### Sources et bibliographie
- Muriel Anteo, Le stalking : De la prédation tolérée par la société, Maurepas, Association AJC, coll. « Textes & prétextes / Essai », 2005, 201 p. (BNF 40143120).
- (en) J. Reid Meloy (dir.), The Psychology of Stalking : Clinical and Forensic Perspectives, Academic Press, 2001, 327 p. (ISBN 978-0-12-490560-3 et 978-0-12-490561-0, lire en ligne).
- Yvonne Poncet-Bonissol, De l'amour trahi au harcèlement moral : Pour en finir avec les tyrans et les pervers, Paris, Résidence, 2000, 131 p. (ISBN 2-912640-25-3).